# Mairena del Alcor
Mairena del Alcor è un comune spagnolo di 16 821 abitanti situato nella comunità autonoma dell'Andalusia.